# 加藤武徳
加藤 武德（かとう たけのり、1915年11月21日 - 2000年2月9日）は、日本の政治家。位階は正三位。
岡山県知事（公選第6・7代）、自治大臣（第26代）、国家公安委員会委員長（第35代）、北海道開発庁長官（第40代）、参議院議員（5期）。剣道範士、全日本剣道連盟顧問。
弟に農林水産大臣の加藤六月、次男に自由民主党参議院議員の加藤紀文、義理の甥に自由民主党衆議院議員の加藤勝信、義理の兄に渡辺武次郎がいる。

## 来歴・人物
岡山県笠岡市出身。旧制中央大学法学部を経て、内務省入省。1950年の参議院議員選挙に岡山県選挙区から自由党公認で出馬し初当選、当時の最年少参院議員だった。保守合同後、自由民主党に移り通算当選5回。1964年岡山県知事選に出馬し初当選。2期8年務めたが、1972年の知事選で長野士郎に敗れ落選。知事在任中の1972年に山陽新幹線が岡山駅まで開業した際に、テープカットを行った。
その後は再び参議院議員となり、1977年11月から1978年12月まで福田改造内閣の自治大臣兼国家公安委員会委員長兼北海道開発庁長官を務めた。1986年秋の叙勲で勲一等旭日大綬章受章（勲八等からの昇叙）。1992年次男の紀文に地盤を譲り政界引退。議員在職中、司法試験合格者の国会議員は在職年数により法曹資格を得られるよう弁護士法の改正を図ったが、果たせなかった。引退後に司法修習（47期、同期に森雅子や西脇亨輔）を受け弁護士に転身した。弁護士法改正は2004年に行われ、国会議員在職5年以上の司法試験合格者は100時間の研修を経て弁護士登録が可能となった。
2000年2月9日、急性心不全のため岡山県倉敷市の川崎医科大学附属病院で死去、84歳没。死没日をもって従七位から正三位に叙される。